# Gigantodax horcotiani
Gigantodax horcotiani är en tvåvingeart som beskrevs av Peter Wolfgang Wygodzinsky 1949. Gigantodax horcotiani ingår i släktet Gigantodax och familjen knott. Inga underarter finns listade i Catalogue of Life.